# Bercu Nou, Satu Mare
Bercu Nou este un sat în comuna Micula din județul Satu Mare, Transilvania, România. Este situat pe DJ194A.

 Acest articol despre o localitate din județul Satu Mare este deocamdată un ciot. Puteți ajuta Wikipedia prin completarea lui.